# Europese kampioenschappen indooratletiek 2025 – Polsstokhoogspringen mannen
Het Hoogspringen voor mannen op de Europese indoorkampioenschappen van 2025 vond de kwalificatie plaats op 7 maart en op 9 maart 2025 de finale en het werd gehouden op de shorttrackbaan van Omnisport in Apeldoorn in Nederland. Het was de zesendertigste keer dat dit onderdeel op het programma stond.
Het polsstokhoogspringen voor mannen werd gewonnen door de Nederlander Menno Vloon en de Griek Emmanouil Karalis door beide 5,90 te springen. Ze kozen ervoor om het goud te delen. Dit betekende de eerste grootte internationale titel voor Vloon en Karalis. Het brons ging naar de Noor Sondre Guttormsen ook in 5,90. Doordat Guttormsen de 5,90 haalde, de 5,95 oversloog en voor de 6,00 ging springen, waarbij het niet lukte om overeen te gaan, zes kruizen had in totaal en Vloon en Karalis vijf waardoor Guttormsen niet in aanmerking kam voor een eventuele titel. De Zweed Armand Duplantis, dat dit indoor seizoen een wereldrecord had gesprongen nam niet deel aan dit toernooi mede door te focussen op het Wereldkampioenschappen indooratletiek 2025.

## Records
Voorafgaand aan het toernooi waren dit het Wereldrecord, Europees record, Kampioenschapsrecord en de Wereld-, Europese leiding.
| Wereldrecord         | Armand Duplantis | 6,27 | Clermont-Ferrand | 28 februari 2025 |
| Europees record      | Armand Duplantis | 6,27 | Clermont-Ferrand | 28 februari 2025 |
| WL                   | Armand Duplantis | 6,27 | Clermont-Ferrand | 28 februari 2025 |
| EL                   | Armand Duplantis | 6,27 | Clermont-Ferrand | 28 februari 2025 |
| Kampioenschapsrecord | Armand Duplantis | 6,05 | Toruń            | 7 maart 2021     |

## Resultaten[2]

### Kwalificatieronde
De beste acht presterende atleten kwalificeren zich voor de volgende ronde (q).
| Rang | Atleet               | Land        | 5,25 | 5,45 | 5,65 | 5,75 | Hoogte | Bijz. |
| ---- | -------------------- | ----------- | ---- | ---- | ---- | ---- | ------ | ----- |
| 1    | Thibaut Collet       | Frankrijk   | –    | o    | o    | o    | 5,75   | q     |
| 1    | Emmanouil Karalis    | Griekenland | –    | –    | o    | o    | 5,75   | q     |
| 1    | Menno Vloon          | Nederland   | –    | o    | o    | o    | 5,75   | q     |
| 4    | David Holý           | Tsjechië    | o    | o    | xo   | o    | 5,75   | q, PB |
| 5    | Valters Kreišs       | Letland     | –    | o    | o    | xo   | 5,75   | q     |
| 5    | Baptiste Thiery      | Frankrijk   | –    | o    | o    | xo   | 5,75   | q     |
| 7    | Oleg Zernikel        | Duitsland   | –    | o    | xxo  | xxo  | 5,75   | q, PB |
| 8    | Ben Broeders         | België      | –    | o    | o    | xxr  | 5,65   | q     |
| 8    | Sondre Guttormsen    | Noorwegen   | –    | o    | o    | xxx  | 5,65   | q     |
| 8    | Renaud Lavillenie    | Frankrijk   | –    | o    | o    | xxx  | 5,65   | q     |
| 8    | Bo Kanda Lita Baehre | Duitsland   | –    | o    | o    | xxx  | 5,65   | q     |
| 12   | Torben Blech         | Duitsland   | –    | o    | xo   | xxx  | 5,65   |       |
| 13   | Piotr Lisek          | Polen       | –    | o    | xxo  | xxx  | 5,65   |       |
| 14   | Matěj Ščerba         | Tsjechië    | xxo  | o    | xxx  |      | 5,45   |       |
| 15   | Robert Sobera        | Polen       | o    | xo   | xxx  |      | 5,45   |       |
| 15   | Ioannis Rizos        | Griekenland | o    | xo   | xxx  |      | 5,45   |       |
| 17   | Urho Kujanpää        | Finland     | xo   | xxx  |      |      | 5,25   |       |
|      | Ersu Şaşma           | Turkije     | –    | xxx  |      |      | NM     |       |

### Finale
| Rang  | Atleet               | Land        | 5,45 | 5,60 | 5,70 | 5,80 | 5,85 | 5,90 | 5,95 | 6,00 | Hoogte | Bijz. |
| ----- | -------------------- | ----------- | ---- | ---- | ---- | ---- | ---- | ---- | ---- | ---- | ------ | ----- |
| Goud  | Emmanouil Karalis    | Griekenland | –    | o    | –    | o    | xxo  | o    | xxx  |      | 5,90   |       |
| Goud  | Menno Vloon          | Nederland   | o    | o    | xxo  | o    | o    | o    | xxx  |      | 5,90   | SB    |
| Brons | Sondre Guttormsen    | Noorwegen   | o    | –    | xxo  | –    | xx–  | o    | –    | xxr  | 5,90   | SB    |
| 4     | Thibaut Collet       | Frankrijk   | –    | o    | o    | xo   | o    | x–   | xx   |      | 5,85   |       |
| 5     | Ben Broeders         | België      | o    | –    | o    | –    | xxx  |      |      |      | 5,70   |       |
| 6     | Valters Kreišs       | Letland     | o    | xo   | o    | xx–  | x    |      |      |      | 5,70   |       |
| 7     | Bo Kanda Lita Baehre | Duitsland   | o    | xx–  | o    | xxx  |      |      |      |      | 5,70   |       |
| 8     | David Holý           | Tsjechië    | o    | o    | xo   | xxx  |      |      |      |      | 5,70   |       |
| 9     | Oleg Zernikel        | Duitsland   | xo   | o    | xx–  | x    |      |      |      |      | 5,60   |       |
| 9     | Baptiste Thiery      | Frankrijk   | xo   | o    | xxx  |      |      |      |      |      | 5,60   |       |
| 11    | Renaud Lavillenie    | Frankrijk   | –    | xo   | –    | xxx  |      |      |      |      | 5,60   |       |

o geldige poging | x ongeldige poging | - poging overgeslagen | NM Geen geldig resultaat | WR Wereldrecord | CR Kampioenschapsrecord | AR Continentaal record | NR Nationaalrecord | WL Wereldleiding | EL Europese leiding | SB Beste seizoenprestatie | =SB Evenaring beste seizoenprestatie | PB Persoonlijk record | =PB Evenaring persoonlijk record